# Dieter Quast (Architekt)
Dieter Quast (* 6. Mai 1928 in Heidelberg; † 21. November 2020 in Heidelberg) war ein deutscher Architekt.

## Leben
Dieter Quast studierte von 1949 bis 1953 Innenarchitektur an der Staatlichen Akademie der Bildenden Künste Stuttgart bei Herbert Hirche und wurde später dessen Mitarbeiter. Ab 1955 arbeitete Quast als selbständiger Architekt in Heidelberg. Er war Mitglied im Bund Deutscher Architekten. Das Südwestdeutsche Archiv für Architektur und Ingenieurbau besitzt einen umfangreichen Bestand zum Werk des Architekten.
Er war der Vater von zwei Töchtern und zwei Söhnen, darunter der Schauspieler Michael Quast.

## Werk

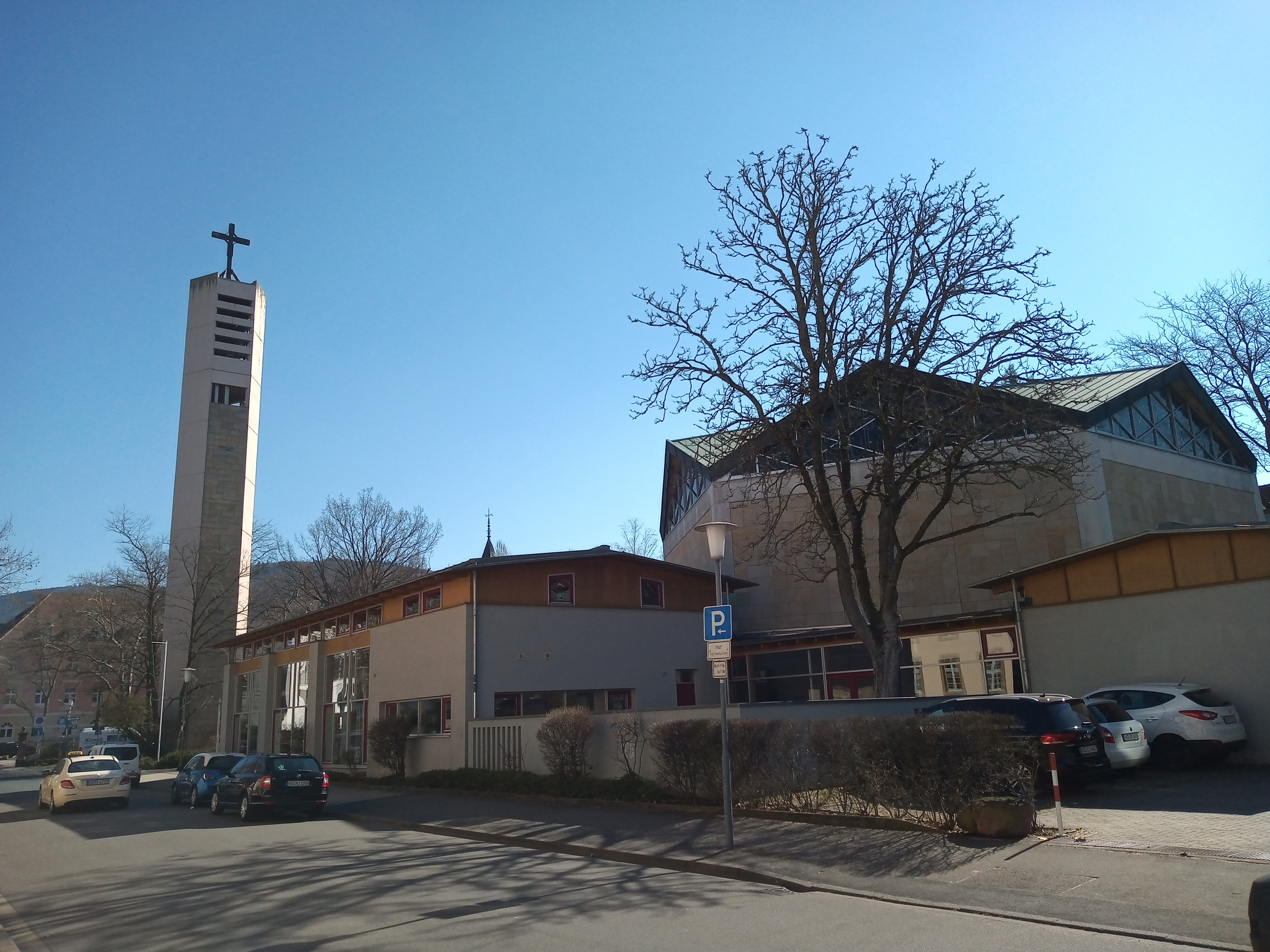
Lutherkirche Heidelberg

- 1957–1966: Wiederaufbau des Karlsruher Schlosses und Einrichtung des Badischen Landesmuseums
- 1961: Matthäuskirche in Baden-Baden-Steinbach
- 1963: Gnaden-Kapelle in Bühl-Neusatz (profaniert)[1]
- 1965: Kapelle zum Guten Hirten in Bühl-Sand[2]
- 1964–1966: Lutherkirche in Heidelberg[3]
- 1967–1968: Johanneskirche in Bühl
- 1975–1979, gemeinsam mit Peter Trint und Ursula Trint (Köln): Sprengel Museum Hannover (1. Bauabschnitt)[4]
- 1984–1991: Sanierung und Ausbau des Fridericianums in Kassel zum multifunktionalen Ausstellungsgebäude (Documenta) und Ausbau der Orangerie zum Technikmuseum
- 1990–1991: Erweiterung des Kurpfälzischen Museums Heidelberg mit Neubau für den Heidelberger Kunstverein
- 1995–1998: Kultur- und Dokumentationszentrum deutscher Sinti und Roma in Heidelberg